# ماري شفارتش
ماري شفارتش (بالألمانية: Peggy Schwarz )‏ (و. 1971  م) هي متزلجة فنية من ألمانيا، وألمانيا الشرقية، ولدت في برلين، شاركت في الألعاب الأولمبية الشتوية 1992، والألعاب الأولمبية الشتوية 1998، والألعاب الأولمبية الشتوية 1994، والألعاب الأولمبية الشتوية 1988.

## روابط خارجية
- ماري شفارتش على موقع اللجنة الأولمبية الدولية (الإنجليزية)
- ماري شفارتش على موقع أوليمبيديا (الإنجليزية)